# Prista Frühbottin

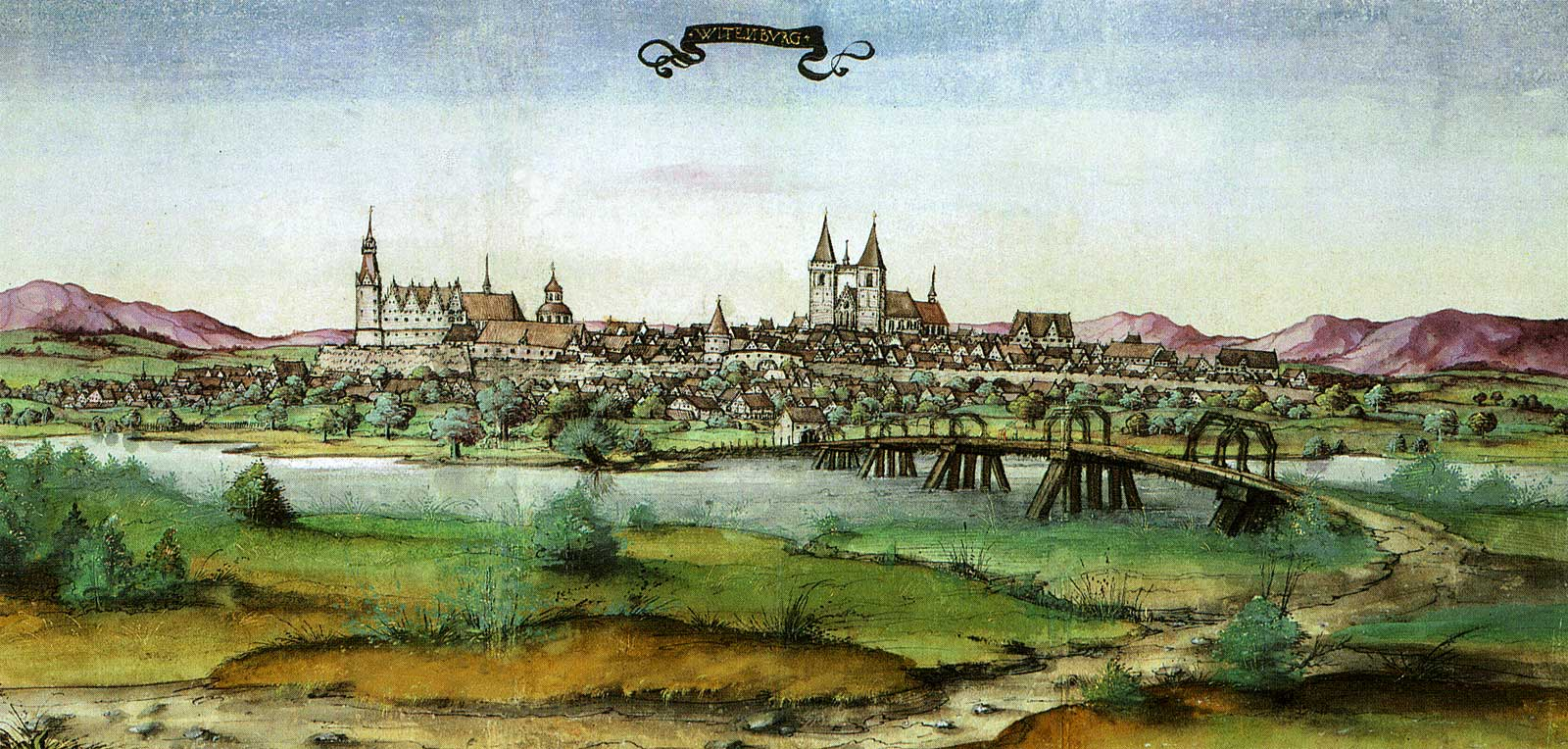
Wittenberger Stadtansicht 1536/37

Prista Frühbottin (auch Frübottin, Frühbrot, die Permbasten; * ca. 1490 in Wittenberg; † 29. Juni 1540 ebenda) war ein Opfer der Hexenverfolgungen in Wittenberg während der Regierungszeit des Kurfürsten und Herzogs Johann Friedrich I., des Großmütigen (1503–1554), und des Wittenberger Bürgermeisters Lucas Cranach des Älteren.

## Familie
Die Frau Prista Frühbottin hatte Umgang mit Abdeckern, Knechten und dem Wittenberger Scharfrichter, also stigmatisierten gesellschaftlichen Randgruppen und Außenseitern. Vom Rat der Stadt Wittenberg wurde sie zusammen mit ihrem Sohn Dictus (Benedikt), einem Abdeckergehilfen, der Weidevergiftung durch Zauberei beschuldigt. Sie floh nach Belzig und wurde zurück nach Wittenberg gebracht. Den Prozess vor dem Stadtgericht Wittenberg leitete Stadtrichter Ambrosius Reuther. Die Hexenprozessakten sind nicht erhalten, doch Angaben finden sich in den Kämmereirechnungen der Stadt Wittenberg.
Am 29. Juni 1540 wurde Prista Frühbottin gemeinsam mit ihrem Sohn Dictus hingerichtet. Ein anderer Sohn, der auch verdächtigt wurde, hieß Peter Frühbott. Er floh an der Seite des alten Wittenberger Scharfrichters Magnus Fischer aus Wittenberg, wurde in Zerbst verhaftet und dort am 2. oder 3. Juli 1540 gehängt. Der jüngste Sohn, Klaus Frühbott, stand bereits 14 Jahre zuvor unschuldig vor Gericht. 1540 blieb er zwölf Tage in Haft und wurde des Landes verwiesen.

## Holzschnitt über ihre Hinrichtung

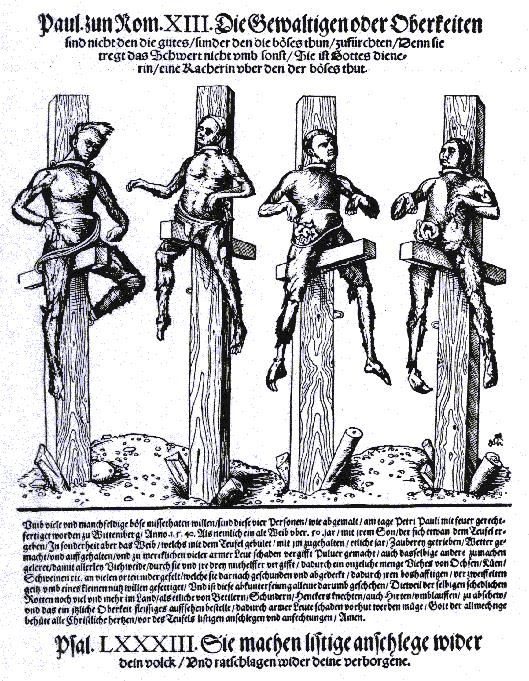
Hexenverbrennung in Wittenberg 1540

Über die Hinrichtung von Prista Frühbottin, ihrem Sohn Dictus und zwei Gehilfen hat Lucas Cranach d. J. 1540 als Augenzeuge einen Holzschnitt angefertigt mit folgenden Informationen unter dem Einblattdruck:

„Paul. zun Rom. XIII. Die Gewaltigen oder Oberkeiten sind nicht den die gutes / sunder den die böses thun/ zufürchten / Denn sie tregt das Schwert nicht umb sonst / Sie ist Gottes dienerin/ eine Racherin vber den der böses thut.
Vmb viele und manichfeldige böse missethaten willen / sind diese vier Personen / wie abgemalt / am Tage Petri Pauli mit feuer gerechtfertigt worden zu Wittenberg / Anno 1.5.40. Als nemlich ein alt Weib vber 50. jahr/ mit irem Son / der sich etwan dem Teufel ergeben / In sonderheit aber das Weib /welches mit dem Teufel gebulet / mit jm zugehalten / etliche jar/ Zauberey getrieben / Wetter gemacht / vnd auffgehalten / vnd zu mercklichen vieler armer Leut schaden vergifft Pulver gemacht / auch dasselbige andere zumachen geleret/ damit allerley Viehweide / durch sie und jre drey mithelffer vergifft / dadurch ein onzeliche menge Viehes von Ochsen / Küen / Schweinen etc. an vielen orten nider gefelt/ welche sie darnach geschunden vnd abgedeckt/ durch jren boshafftigen /verzweiffelten geitz umb eines kleinen nutz willen gesettiget/ Vnd ist diese abkunterfeiung alleine darumb geschehen / Dieweil der selbigen schedlichen Rotten noch viel vnd mehr im Land / als ettliche von Bettlern/ Schindern / Henckersknechten / auch Hirten / vmblauffen / zu abschew / vfnd das ein jtzliche Oberkeit fleissiges auffsehen bestelle / dadurch armer Leute schaden vorhut werden müge / Gott der allmechtige behüte alle Christliche hertzen/ vor des Teufels listen anschlegen vnd anfechtungen / Amen.

Psal. LXXXIII. Sie machen listige anschlege wider dein volck / Und ratschlagen wider deine verborgene.“

Der Holzschnitt zeigt im Gegensatz zu vielen anderen Darstellungen von Hexenverbrennungen den Zustand nach der Hinrichtung. Die Verurteilten sind bereits tot, unter den Gerichteten liegt ein kleiner Aschehaufen, die Eichenbalken sind kaum verbrannt. Es handelte sich um eine besonders brutale Verbrennung. Johannes Mathesius (1504–1585) schrieb:

„Zu Wittenberg schmäuchte man auch vier Personen, die an eichenen Pfählen emporgesetzt, angeschmiedet, und mit Feuer wie Ziegel jämmerlich geschmäucht und abgedörrt wurden.“

Der Künstler nennt die Namen der Hingerichteten nicht. Diese lauten: Prista Frühbottin, Dictus, Sohn von Prista Frühbottin, sowie Clemen Ziesigk (Zeisig) und Caspar Schiele, beide Knechte und Abdeckergehilfen. Der ebenfalls verdächtigte Wittenberger Scharfrichter Magnus Fischer wurde nach seiner Flucht in der Grafschaft Mansfeld ergriffen und zum Feuertod verurteilt, vollstreckt in Eisleben am 7. Juli 1540.
Lucas Cranach d. J. begrüßte die Hinrichtung der Verurteilten aus Abschreckungsgründen, weil es noch weitere schändliche Rotten im Land gäbe, die sich aus Bettlern, Schindern, Henkersknechten und Hirten rekrutierten. Sein Vater Lucas Cranach d. Ä. war während des Dürrejahres Wittenberger Bürgermeister.
Johannes Mathesius schrieb in seiner Lutherbiographie 1540: „Um diese Zeit ging allerlei Geschrei von Mordbrennen und die mit Gift an vielen Orten Speise und Trank vergiften sollten.“ Dies zeigt die große Angst der Bevölkerung, die durch die Zeitumstände stark verunsichert war.

## Zeitumstände
Das Jahr 1540 wird als ein Jahrhundertsommer bezeichnet. Es ist in die Klimageschichte eingegangen als eine der größten Hitze- und Trockenheitsanomalien der vergangenen 500 Jahre: extreme Hitze und außergewöhnliche Trockenheit, die von März bis September dauerte. Sie verursachte eine extreme Wassernot. Brunnen und Flüsse vertrockneten und ganze Viehbestände verendeten. Es gab Brände in den Wäldern und viele Stadtbrände (siehe auch Dürre in Mitteleuropa 1540).
Da naturwissenschaftliche Kenntnisse fehlten, wurden Schuldige gesucht, die verdächtigt wurden, mit schwarzer Magie für die Klimakatastrophe und das Sterben der Tiere verantwortlich zu sein. In Wittenberg wurde 1540 Prista Frühbottin und ihre Familie angeklagt, sie hätten mit ihren Helfern mit giftigem Pulver die Weiden und das Vieh vergiftet, um es anschließend schinden zu können.

## Hexenprozesse in Wittenberg
In Wittenberg waren von 1540 bis 1674 mindestens 21 Menschen von Hexenprozessen betroffen: Acht Hinrichtungen sind bezeugt, z. T. ist von 13 weiteren Verfahren der Ausgang nicht bekannt. Im Zusammenhang mit dem Prozess gegen Prista Frühbottin heißt es in den überlieferten Unterlagen, dass viele andere inhaftiert und verurteilt wurden.

## Rehabilitation
Der Rat der Lutherstadt Wittenberg hat am 30. Oktober 2013 eine sozialethische Rehabilitation der Opfer der Hexenverfolgung ausgesprochen.